# Brus
Brus (serbo: Брус) è una città e una municipalità del distretto di Rasina nella parte centro-meridionale della Serbia centrale, al confine con il Kosovo.

## Storia
10 km a nord-ovest di Brus ha sede  il castello di Koznik, una fortezza medievale probabilmente eretta nel XIII-XIV secolo.
Dal 1929 al 1941, Brus ha fatto parte della banovina della Morava nel regno di Jugoslavia.